# Seznam chráněných území v okrese Český Krumlov
Toto je seznam chráněných území v okrese Český Krumlov aktuální k roku 2016, ve kterém jsou uvedena chráněná území v oblasti okresu Český Krumlov.
| Kód  | Obrázek                                                                 | Typ  | Název                                   | Rozloha (ha) | Galerie Commons                                                                           | Popis území | Souřadnice                       |
| ---- | ----------------------------------------------------------------------- | ---- | --------------------------------------- | ------------ | ----------------------------------------------------------------------------------------- | --- | -------------------------------- |
| 1790 | PP Besednické vltavíny                                                  | PP   | Besednické vltavíny                     | 28,00        | Kategorie „Besednické vltavíny“ na Wikimedia Commons                                      | Zemědělské a lesní kultury na vltavínonosných štěrcích, bohaté naleziště vltavínů | 48°47′30″ s. š., 14°33′53″ v. d. |
| 1558 |                                                                         | PP   | Bobovec                                 | 136,53       |                                                                                           | Rašelinné a podmáčené lesy, podmáčená nelesní společenstva, potoční a olšové luhy | 48°42′48″ s. š., 14°10′16″ v. d. |
| 31   | Blanský les                                                             | CHKO | Blanský les                             | 21 235       | Kategorie „CHKO Blanský les“ na Wikimedia Commons                                         | | 48°53′35″ s. š., 14°15′28″ v. d. |
| 1281 | Lesní cesta procházející borem                                          | PR   | Bořinka                                 | 6,68         | Kategorie „Bořinka“ na Wikimedia Commons                                                  | Zbytek reliktního boru na hadci, významné mineralogické naleziště | 48°53′41″ s. š., 14°18′34″ v. d. |
| 6117 | U cesty v horní části PP Cvičák                                         | PP   | Cvičák                                  | 61,4031      | Kategorie „Cvičák (natural monument, Český Krumlov)“ na Wikimedia Commons                 | Společenstva širokolistých suchých trávníků, vzácné a ohrožené druhy živočichů. | 48°49′36″ s. š., 14°19′6″ v. d.  |
| 2461 | Řeka Vltava v oblasti národní rezervace                                 | NPR  | Čertova stěna-Luč                       | 132,62       | Kategorie „Čertova stěna“ na Wikimedia Commons                                            | Žulové skalní stěny s reliktním borem, v podrostu vřesovec pleťový | 48°37′44″ s. š., 14°16′16″ v. d. |
| 2468 |                                                                         | PR   | Český Jílovec                           | 6,30         |                                                                                           | Starý smíšený porost na skalnatých svazích | 48°40′13″ s. š., 14°21′9″ v. d.  |
| 2477 | Trosky Dívčího kamenu                                                   | PR   | Dívčí kámen                             | 4,82         | Kategorie „Dívčí kámen“ na Wikimedia Commons                                              | Příkrá rulová skalní stěna s reliktním borem | 48°53′21″ s. š., 14°21′24″ v. d. |
| 1545 | Pohled na lokalitu                                                      | PP   | Házlův kříž                             | 51,00        | Kategorie „Házlův kříž (přírodní památka)“ na Wikimedia Commons                           | Komplex vlhkých luk, pastvin a rašelinišť | 48°42′55″ s. š., 14°0′16″ v. d.  |
| 2226 | Popis obrazku                                                           | PP   | Hejdlovský potok                        | 6,39         | Kategorie „Hejdlovský potok“ na Wikimedia Commons                                         | Ochrana a uchování přirozeného toku Hejdlovského potoka s vlhkými ostřicovými loukami | 48°52′1″ s. š., 14°15′3″ v. d.   |
| 552  | Skalní výchoz v oblasti Holubovských hadců                              | PR   | Holubovské hadce                        | 15,68        | Kategorie „Holubovské hadce“ na Wikimedia Commons                                         | Hadcové stráně s reliktním borem a typickou květenou | 48°53′35″ s. š., 14°20′26″ v. d. |
| 1883 | Popis obrazku                                                           | PP   | Horní luka                              | 6,41         | Kategorie „Horní luka“ na Wikimedia Commons                                               | Vlhké louky s prameništi, bohatá významná květena | 48°53′8″ s. š., 14°17′50″ v. d.  |
| 5888 | PP Horní Malše poblíž Dolního Přibrání                                  | PP   | Horní Malše                             | 1 890,8514   | Kategorie „Horní Malše“ na Wikimedia Commons                                              | Hlavní tok a prameniště řeky Malše s nivou, mokřinami a prameništní vegetací a s hydrografickou sítí mělkých pramenných stružek v podmáčených lesích a křovinách tvořící biotop s výskytem vzácných a chráněných druhů živočichů, zejména perlorodky říční, velevruba tupého, mihule potoční, vranky obecné, vydry říční, jeřábka lesního, chřástala polního a datlíka tříprstého | 48°37′47″ s. š., 14°36′16″ v. d. |
| 2225 | měsíčnice vytrvalá v PR Chrášťanský vrch                                | PR   | Chrášťanský vrch                        | 16,87        | Kategorie „Chrášťanský vrch (nature reserve)“ na Wikimedia Commons                        | Ochrana a uchování květnatých bučin a suťových lesů s charakteristickou druhovou skladbou stromového, bylinného a mechového patra | 48°59′4″ s. š., 14°12′36″ v. d.  |
| 578  | Hantlova studánka                                                       | PR   | Jaronínská bučina                       | 4,98         | Kategorie „Jaronínská bučina“ na Wikimedia Commons                                        | Přestárlý smíšený porost suťového charakteru | 48°58′14″ s. š., 14°12′9″ v. d.  |
| 1551 |                                                                         | PP   | Jasánky                                 | 132,00       |                                                                                           | Krajina s ukázkami historické kultivace (úpravy toků, terasování ap.) | 48°37′2″ s. š., 14°3′1″ v. d.    |
| 5316 |                                                                         | PR   | Ježová                                  | 17,09        |                                                                                           | Biotop přechodového rašeliniště a přirozeně se vyvíjející ekosystém rašelinného brusnicového boru | 48°39′6″ s. š., 14°1′44″ v. d.   |
| 1282 |                                                                         | PP   | Kalamandra                              | 2,25         | Kategorie „Kalamandra (natural monument)“ na Wikimedia Commons                            | Zbytek teplomilných společenstev na krystalických vápencích | 48°49′16″ s. š., 14°16′45″ v. d. |
| 170  | Lesy v okolí přírodní rezervace Kleť                                    | PR   | Kleť                                    | 74,86        | Kategorie „Kleť (nature reserve)“ na Wikimedia Commons                                    | Zalesněný nejvyšší vrchol Blanského lesa se zbytky přirozených porostů | 48°52′15″ s. š., 14°16′42″ v. d. |
| 1549 | PP Kotlina pod Pláničským rybníkem                                      | PP   | Kotlina pod Pláničským rybníkem         | 15,00        | Kategorie „Kotlina pod Pláničským rybníkem“ na Wikimedia Commons                          | Luční slatiniště s typickou květenou | 48°42′59″ s. š., 14°9′30″ v. d.  |
| 5317 | PR Kozí stráň                                                           | PR   | Kozí stráň                              | 31,84        | Kategorie „Kozí stráň“ na Wikimedia Commons                                               | Rostlinná a živočišná společenstva na podmáčených a rašelinných loukách | 48°41′20″ s. š., 14°1′52″ v. d.  |
| 1788 |                                                                         | PR   | Kyselovský les                          | 6,79         |                                                                                           | Údolní rašeliniště s významnou květenou a zvířenou | 48°41′6″ s. š., 14°2′49″ v. d.   |
| 1836 |                                                                         | PR   | Malá skála                              | 9,73         | Kategorie „Malá skála“ na Wikimedia Commons                                               | Horské a podhorské bučiny | 48°54′31″ s. š., 14°10′54″ v. d. |
| 2123 | Meandry Chvalšinského potoka                                            | PP   | Meandry Chvalšinského potoka            | 5,23         | Kategorie „Meandry Chvalšinského potoka“ na Wikimedia Commons                             | Uchování přirozeného, meandrujícího toku Chvalšinského potoka s břehovou vegetací a vlhkými ostřicovými loukami | 48°50′10″ s. š., 14°14′30″ v. d. |
| 1556 | PP Medvědí hora                                                         | PP   | Medvědí hora                            | 80,55        | Kategorie „Medvědí hora (natural monument)“ na Wikimedia Commons                          | Zbytek horského smíšeného suťového lesa | 48°37′8″ s. š., 14°13′32″ v. d.  |
| 2052 | Mokřadní louka                                                          | PP   | Mokřad u Borského rybníka               | 0,95         | Kategorie „Mokřad u Borského rybníka“ na Wikimedia Commons                                | Mokřadní vegetace v příbřežní zóně rybníka | 48°54′15″ s. š., 14°20′ v. d.    |
| 1284 | Pohled na skály v lomu                                                  | PP   | Muckovské vápencové lomy                | 3,38         | Kategorie „Muckovské vápencové lomy“ na Wikimedia Commons                                 | Opuštěné lomy, botanicky hodnotné území, zimoviště netopýrů | 48°44′17″ s. š., 14°8′36″ v. d.  |
| 1552 | PP Multerberské rašeliniště                                             | PP   | Multerberské rašeliniště                | 8,51         | Kategorie „Multerberské rašeliniště“ na Wikimedia Commons                                 | Klečové rašeliniště s typickou flórou a faunou | 48°36′4″ s. š., 14°8′20″ v. d.   |
| 1562 |                                                                         | PP   | Myslivna                                | 13,82        | Kategorie „Myslivna (Natural monument)“ na Wikimedia Commons                              | Zbytek horských smíšených suťových porostů | 48°38′1″ s. š., 14°40′48″ v. d.  |
| 2256 | Louka v lese                                                            | PR   | Na Mokřinách                            | 33,50        | Kategorie „Na Mokřinách“ na Wikimedia Commons                                             | Ochrana ekosystémů mokrých přirozeně se vyvíjejících sukcesních ploch, živočichů a rostlin | 48°46′9″ s. š., 14°7′45″ v. d.   |
| 1617 |                                                                         | PP   | Na Stráži                               | 3,17         | Kategorie „Na Stráži“ na Wikimedia Commons                                                | Bohatá lokalita vstavače kukačky a dalších druhů | 48°55′28″ s. š., 14°13′33″ v. d. |
| 6227 |                                                                         | PP   | Nahořanské tůně                         | 1,932        |                                                                                           | Poříční tůně s výskytem stulíku malého | 48°42′16″ s. š., 14°20′55″ v. d. |
| 2261 | Popis obrazku                                                           | PR   | Niva Horského potoka                    | 53,52        | Kategorie „Niva Horského potoka“ na Wikimedia Commons                                     | Komplex pramenišť a mokřadů v nivě Horského potoka, výskyt losa evropského | 48°37′35″ s. š., 14°6′30″ v. d.  |
| 2295 | Silnice oddělující od sebe obě části chráněných území                   | PR   | Niva Horského potoka II                 | 43,96        | Kategorie „Niva Horského potoka“ na Wikimedia Commons                                     | Komplex rašelinišť, pramenišť a mokřadů v nivě Horského potoka, výskyt losa evropského | 48°37′40″ s. š., 14°6′31″ v. d.  |
|      | Krajina u Pohořského rybníka                                            | PřP  | Novohradské hory                        |              | Kategorie „Novohradské hory“ na Wikimedia Commons                                         | | 48°39′56″ s. š., 14°40′12″ v. d. |
| 6127 |                                                                         | NPP  | Olšina                                  | 83,6339      |                                                                                           | Území s výskytem ekosystémů rašelinných lesů, lužních lesů a mokřadních vrbin, slatinných a přechodových rašelinišť, luk a pastvin s biotopy vzácných a ohrožených rostlinných a živočišných druhů | 48°47′34″ s. š., 14°6′8″ v. d.   |
| 1555 | Pohled do chráněného lesa                                               | PP   | Olšina v Novolhotském lese              | 55,00        | Kategorie „Olšina v Novolhotském lese“ na Wikimedia Commons                               | Zbytek smrkové olšiny | 48°42′54″ s. š., 14°8′40″ v. d.  |
| 5603 |                                                                         | PR   | Olšov                                   | 50,76        |                                                                                           | Močály a přechodně zaplavované plochy a na ně vázaná společenstva živočichů a rostlin, včetně zvláště chráněných druhů | 48°45′14″ s. š., 14°6′11″ v. d.  |
| 5672 |                                                                         | PR   | Otov                                    | 6,3081       |                                                                                           | Horský smíšený les a na něj vázaná společenstva živočichů a rostlin, včetně zvláště chráněných druhů | 48°38′8″ s. š., 14°3′31″ v. d.   |
| 2321 | PR Otovský potok (nature reserve)                                       | PR   | Otovský potok                           | 42,60        | Kategorie „Otovský potok (nature reserve)“ na Wikimedia Commons                           | Prameniště, rašeliniště a mokřady v nivě přirozeně meandrujícího Otovského potoka a Schwarzenberského kanálu a jejich přítoků | 48°37′59″ s. š., 14°2′47″ v. d.  |
| 1546 |                                                                         | PP   | Pestřice                                | 55,00        | Kategorie „Pestřice (přírodní památka)“ na Wikimedia Commons                              | Prameniště, vlhké louky a rašeliniště - tokaniště tetřívků | 48°42′1″ s. š., 14°1′ v. d.      |
| 5880 | PR Pivonické skály                                                      | PR   | Pivonické skály                         | 318,05       | Kategorie „Pivonické skály“ na Wikimedia Commons                                          | Bučiny a smrčiny; vzácné a ohrožené druhy rostlin a živočichů, zejména populace druhu dvouhrotec zelený, včetně jeho biotopu | 48°39′43″ s. š., 14°41′32″ v. d. |
| 1844 | PR Pláničský rybník                                                     | PR   | Pláničský rybník                        | 15,17        | Kategorie „Pláničský rybník“ na Wikimedia Commons                                         | Rybník s litorálními porosty, lokalita stulíku malého | 48°43′21″ s. š., 14°9′22″ v. d.  |
| 5599 |                                                                         | PR   | Pod Borkovou                            | 55,32        |                                                                                           | Ochrana biotopů rašelinišť, slatinišť, nevápnitých mokřadů, periodicky zaplavovaných ploch a křovin | 48°42′24″ s. š., 14°2′43″ v. d.  |
| 6247 |                                                                         | PP   | Pohoří na Šumavě                        | 156,85       | Název kategorie na Wikimedia Commons nebyl zadán                                          | Komplex biologicky cenných lučních, lesních a rašelinných biotopů v kulminační části Novohradských hor s výskytem velkého množství vzácných a ohrožených organismů | 48°36′51″ s. š., 14°40′47″ v. d. |
| 581  |                                                                         | PP   | Pohořské rašeliniště                    | 47,86        | Kategorie „Pohořské rašeliniště“ na Wikimedia Commons                                     | Malé vrchoviště s porosty kleče | 48°36′29″ s. š., 14°40′40″ v. d. |
|      | Malebně položená ves Věžovatá Pláně na severní hranici přírodního parku | PřP  | Poluška                                 | 2 153        |                                                                                           | | 48°45′12″ s. š., 14°25′10″ v. d. |
| 1544 | Pohled na lokalitu                                                      | PP   | Prameniště Hamerského potoka u Zvonkové | 47,00        | Kategorie „Prameniště Hamerského potoka u Zvonkové“ na Wikimedia Commons                  | Rašeliniště a rozlehlá pramenná oblast | 48°43′3″ s. š., 13°59′15″ v. d.  |
| 1559 |                                                                         | PP   | Prameniště Pohořského potoka            | 72,00        | Kategorie „Prameniště Pohořského potoka“ na Wikimedia Commons                             | Prameniště a mokré louky s významnou květenou | 48°35′39″ s. š., 14°41′27″ v. d. |
| 2124 | Pohled na louku na lokalitě                                             | PP   | Provázková louka                        | 2,49         | Kategorie „Provázková louka“ na Wikimedia Commons                                         | Uchování vegetace vlhkých rašelinných luk s výskytem chráněných druhů, prstnatec májový, kosatec sibiřský, vrba rozmarýnolistá | 48°53′14″ s. š., 14°11′35″ v. d. |
| 6279 |                                                                         | PP   | Ptačí hrádek                            | 23,95        | Název kategorie na Wikimedia Commons nebyl zadán                                          | Komplex lesních ekosystémů nad pravým břehem Polečnice | 48°48′45″ s. š., 14°18′4″ v. d.  |
| 1837 |                                                                         | PR   | Ptačí stěna                             | 25,71        | Kategorie „Ptačí stěna“ na Wikimedia Commons                                              | Horské a podhorské bučiny na sutích | 48°54′6″ s. š., 14°10′48″ v. d.  |
| 1547 |                                                                         | PP   | Račínská prameniště                     | 117,00       |                                                                                           | Pramenná oblast s pastvinnými a lučními společenstvy | 48°43′9″ s. š., 14°1′43″ v. d.   |
| 2227 | PR Rapotická březina                                                    | PR   | Rapotická březina                       | 14,72        | Kategorie „Rapotická březina“ na Wikimedia Commons                                        | Zachování cenného komplexu prameništní a rašeliništní vegetace s převahou listnatých dřevin | 48°39′54″ s. š., 14°38′3″ v. d.  |
| 1789 | Rašeliniště Borková                                                     | PR   | Rašeliniště Borková                     | 47,48        | Kategorie „Rašeliniště Borková“ na Wikimedia Commons                                      | Údolní rašeliniště s výskytem vzácných a ohrožených druhů rostlin a živočichů | 48°41′22″ s. š., 14°3′14″ v. d.  |
| 1553 | Rybníček U překopané hráze při pohledu z rašeliniště                    | PR   | Rašeliniště Kapličky                    | 72,74        | Kategorie „Rašeliniště Kapličky“ na Wikimedia Commons                                     | Rozlehlé rašeliniště s porosty blatky a borovice lesní | 48°36′3″ s. š., 14°13′12″ v. d.  |
| 2322 |                                                                         | PP   | Rašeliniště Kyselov                     | 0,91         |                                                                                           | Rostlinná a živočišná společenstva vzniklá přirozeným vývojem na ploše v minulosti odtěženého rašeliniště | 48°40′43″ s. š., 14°2′50″ v. d.  |
| 5679 | PR Rožnov                                                               | PR   | Rožnov                                  | 28,8546      | Kategorie „Rožnov (nature reserve)“ na Wikimedia Commons                                  | Ochrana všech přirozeně se vyvíjejících společenstev na rašeliništích a mokřadech a sušších sukcesních plochách na zaniklých zemědělských půdách a na těchto plochách udržet současný stav. | 48°36′19″ s. š., 14°5′11″ v. d.  |
| 1548 | Rozkvetlá louka                                                         | PP   | Slavkovické louky                       | 16,00        | Kategorie „Slavkovické louky“ na Wikimedia Commons                                        | Vlhké louky s bohatou květenou | 48°44′2″ s. š., 14°8′4″ v. d.    |
| 397  | Bylinné patro v lese                                                    | PP   | Slavkovský chlumek                      | 1,06         | Kategorie „Slavkovský chlumek“ na Wikimedia Commons                                       | Naleziště bramboříku evropského | 48°45′51″ s. š., 14°14′15″ v. d. |
|      |                                                                         | PřP  | Soběnovská vrchovina                    | 4 070        | Kategorie „Přírodní park Soběnovská vrchovina“ na Wikimedia Commons                       | | 48°46′24″ s. š., 14°33′56″ v. d. |
| 2264 | Pohled na louku s lesem                                                 | PP   | Spáleniště                              | 14,27        | Kategorie „Spáleniště (natural monument)“ na Wikimedia Commons                            | Komplex pramenišť a mokřadů v nivě bezejmenného potoka | 48°36′12″ s. š., 14°10′15″ v. d. |
| 1561 |                                                                         | PP   | Stodůlecký vrch                         | 50,07        | Kategorie „Stodůlecký vrch“ na Wikimedia Commons                                          | Rašeliniště s lesními porosty | 48°35′12″ s. š., 14°42′3″ v. d.  |
| 5669 | hořeček mnohotvarý český v PP Svatý kříž                                | PP   | Svatý Kříž                              | 7,12         | Kategorie „Svatý kříž (natural monument)“ na Wikimedia Commons                            | Vegetace širokolistých teplomilných trávníků, mezických porostů, mozaiky křovin, remízků, náletových dřevin a polokulturních lesů s výskytem významných a chráněných druhů rostlin a živočichů, ochrana druhů a stanovišť evropsky významné lokality | 48°50′56″ s. š., 14°12′2″ v. d.  |
| 1550 |                                                                         | PP   | Svatý Tomáš                             | 60,11        | Kategorie „Svatý Tomáš (přírodní památka)“ na Wikimedia Commons                           | Smíšený horský suťový les | 48°38′6″ s. š., 14°6′53″ v. d.   |
| 5784 |                                                                         | PR   | Světlá                                  | 47,4803      |                                                                                           | Samovolně se vyvíjející jasanovo-olšový luh, horské a mokřadní olšiny a přirozeně meandrující vodní tok tvořící biotop s výskytem chráněných a ohrožených živočichů (rys ostrovid, chřástal polní, jeřábek lesní, kos horský, bekasina otavní, sýc rousný, ořešník kropenatý, sluka lesní, mihule potoční, zmije obecná, slepýš křehký, ještěrka obecná, ještěrka živorodá, čolek horský, užovka obojková, ropucha obecná, vranka obecná) a rostlin (dřípatka horská, kamzičník rakouský, oměj šalamounek) | 48°36′55″ s. š., 14°3′33″ v. d.  |
| 1791 |                                                                         | PR   | Ševcova hora                            | 8,33         | Kategorie „Ševcova hora“ na Wikimedia Commons                                             | Zbytek přirozeného suťového bukového porostu na balvanitých svazích | 48°45′35″ s. š., 14°34′39″ v. d. |
| 1618 |                                                                         | PP   | Šimečkova stráň                         | 1,75         | Kategorie „Šimečkova stráň“ na Wikimedia Commons                                          | Ochrana typických společenstev na hadci | 48°55′32″ s. š., 14°15′12″ v. d. |
| 42   | Plešné jezero                                                           | NP   | Šumava                                  | 68 064       | Kategorie „Šumava National Park“ na Wikimedia Commons                                     | | 48°46′16″ s. š., 13°51′26″ v. d. |
| 43   | Šumava v zimě                                                           | CHKO | Šumava                                  | 99 600       | Kategorie „CHKO Šumava“ na Wikimedia Commons                                              | | 49°11′52″ s. š., 13°14′25″ v. d. |
| 1283 |                                                                         | PP   | U tří můstků                            | 3,78         | Kategorie „U tří můstků“ na Wikimedia Commons                                             | Komplex podmáčených smrčin s výskytem kýchavice bílé | 48°36′45″ s. š., 14°40′34″ v. d. |
| 1554 |                                                                         | PP   | Uhlířský vrch                           | 15,00        | Kategorie „Uhlířský vrch (natural monument, Český Krumlov District)“ na Wikimedia Commons | Horský smíšený suťový porost | 48°36′29″ s. š., 14°14′45″ v. d. |
| 1557 | Rašelinná louka v rezervaci                                             | PP   | Velké bahno                             | 87,00        | Kategorie „Velké bahno“ na Wikimedia Commons                                              | Smrkové olšiny s významnou květenou | 48°42′44″ s. š., 14°6′12″ v. d.  |
| 6248 |                                                                         | PP   | Velký Hodonický rybník                  | 2,71         | Název kategorie na Wikimedia Commons nebyl zadán                                          | Přirozená eutrofní vodní nádrž s populací silně ohroženého leknínu bělostného | 48°42′2″ s. š., 14°33′19″ v. d.  |
| 5890 | PP Vltava u Blanského lesa                                              | PP   | Vltava u Blanského lesa                 | 478,3482     | Kategorie „Vltava u Blanského lesa“ na Wikimedia Commons                                  | Populace vzácných a ohrožených živočišných a rostlinných druhů | 48°53′54″ s. š., 14°24′36″ v. d. |
| 5600 | Pohled na vegetaci na lokalitě                                          | PP   | Výří vrch                               | 12,92        | Kategorie „Výří vrch“ na Wikimedia Commons                                                | Obnažené skály na vápencovém podkladu, xerotermní travinobylinná společenstva rostlin a živočichů | 48°50′4″ s. š., 14°17′25″ v. d.  |
| 1792 |                                                                         | PR   | Vysoký kámen                            | 3,21         | Kategorie „Vysoký kámen (nature reserve)“ na Wikimedia Commons                            | Smíšený suťový porost přirozené skladby | 48°45′22″ s. š., 14°36′30″ v. d. |
|      |                                                                         | PřP  | Vyšebrodsko                             | 8 410        | Kategorie „Přírodní park Vyšebrodsko“ na Wikimedia Commons                                | | 48°35′27″ s. š., 14°15′44″ v. d. |
| 522  | Vyšenské kopce                                                          | NPR  | Vyšenské kopce                          | 66,73        | Kategorie „Vyšenské kopce (national nature reserve)“ na Wikimedia Commons                 | Lokalita teplomilné květeny na krystalických vápencích | 48°49′22″ s. š., 14°17′50″ v. d. |
| 1285 | Pohled na les na lokalitě                                               | PP   | Žestov                                  | 3,49         | Kategorie „Žestov“ na Wikimedia Commons                                                   | Smíšený suťový porost na krystalickém vápenci s bohatou květenou | 48°46′22″ s. š., 14°13′30″ v. d. |
| 544  | Vstup do pralesa                                                        | NPR  | Žofínský prales                         | 102,71       | Kategorie „Žofínský prales“ na Wikimedia Commons                                          | Nejstarší rezervace v Česku zřízena v roce 1838, smíšený prales | 48°40′12″ s. š., 14°42′29″ v. d. |

## Zrušená chráněná území
| Kód  | Obrázek             | Typ | Název               | Rozloha (ha) | Galerie Commons                                              | Popis území                                                                                            | Souřadnice                       |
| ---- | ------------------- | --- | ------------------- | ------------ | ------------------------------------------------------------ | --- | -------------------------------- |
| 1560 | Ulrichov            | PP  | Ulrichov            | 9,24         | Kategorie „Ulrichov (Natural monument)“ na Wikimedia Commons | Smíšený suťový porost. PP zrušena a začleněna do nové rozsáhlé PP Horní Malše.                         | 48°37′15″ s. š., 14°38′35″ v. d. |
| 1563 | Úval Dolní Přibrání | PP  | Úval Dolní Přibrání | 29,00        | Kategorie „Úval Dolní Přibrání“ na Wikimedia Commons         | Rašelinná prameniště s typickými společenstvy. PP zrušena a začleněna do nové rozsáhlé PP Horní Malše. | 48°37′37″ s. š., 14°35′56″ v. d. |
| 1543 |                     | PP  | Úval Zvonková       | 51,00        | Kategorie „Úval Zvonková“ na Wikimedia Commons               | Rašelinná prameniště                                                                                   | 48°43′16″ s. š., 13°58′14″ v. d. |